# Maximilian Arndt
Maximilian Arndt (* 23. Juli 1987 in Suhl) ist ein ehemaliger deutscher Bobsportler. Seine größten Erfolge waren die Siege bei den Weltmeisterschaften im Viererbob 2013 und 2015.

## Werdegang

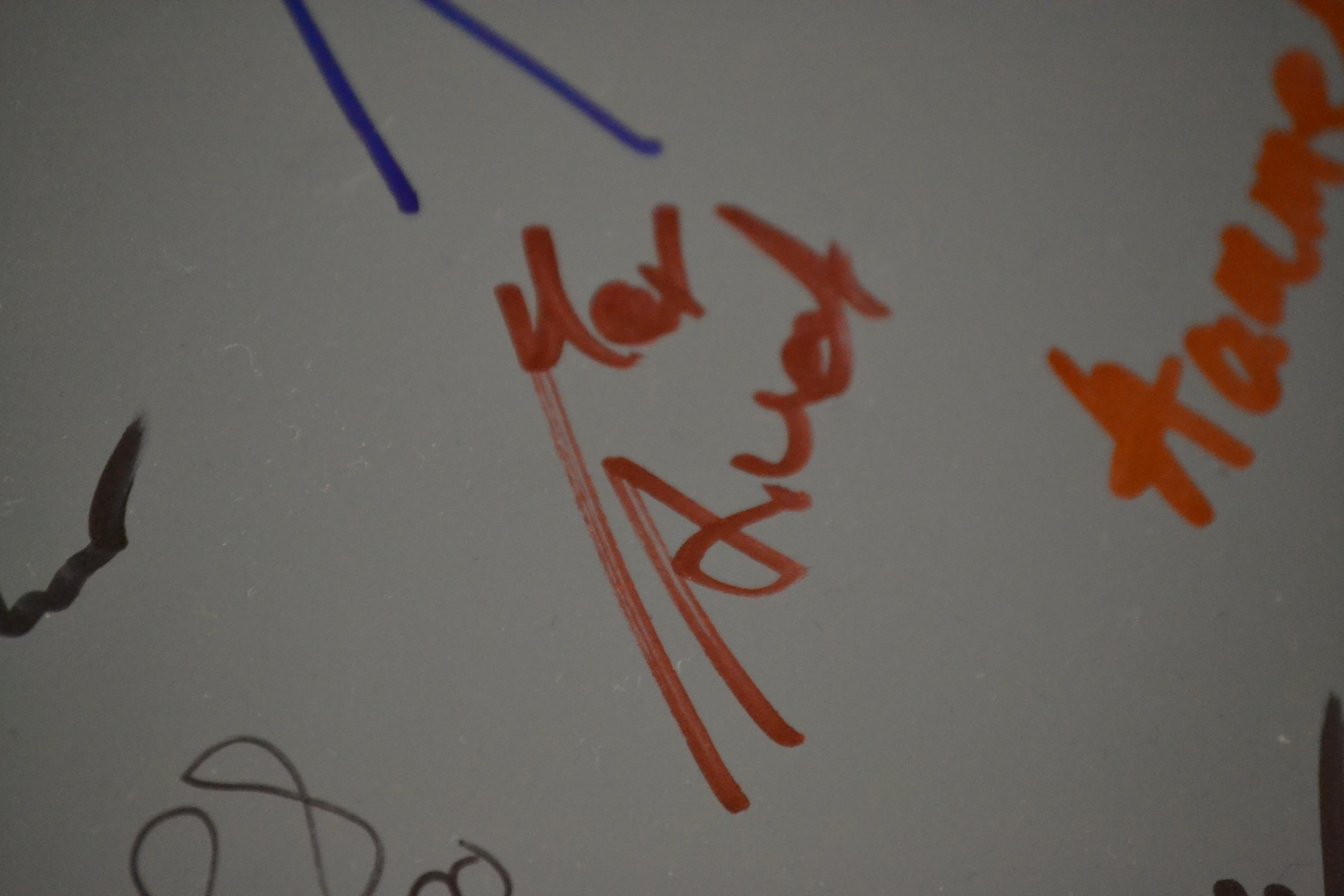
Signatur

Maximilian Arndt vom BSR Rennsteig Oberhof begann 2003 mit dem Bobsport. Das Team seiner Anschieber besteht aus René Tiefert, Cliff Denner, Florian Kunze und Fabian Gneupel. Bei der Junioren-Weltmeisterschaft 2007 gewann er im Zweierbob den Titel und im großen Schlitten die Silbermedaille. 2008 konnte er die Silbermedaille im Viererbob wiederholen, verpasste aber im kleinen Schlitten als Viertplatzierter knapp eine weitere Medaille. National gewann er im Zweier 2006 und 2007 die Juniorentitel und wurde 2007 hinter Oliver Harraß Zweiter im Vierer.
Im Dezember 2006 gab Arndt mit Lucas Kuske als Anschieber sein Debüt im Bob-Europacup und wurde in Königssee 12. Im Januar erreichte er in Winterberg mit Anschieber Jens Nohka mit Rang fünf eine erste einstellige Platzierung. In Igls gewann er im November 2007 mit Tiefert im Zweierbob sein erstes Europacuprennen. Im Dezember 2008 konnte er mit Anschieber Denner in Altenberg zum zweiten Mal ein Europacuprennen gewinnen. 2010 wurde Arndt Juniorenweltmeister im Zweierbob und erreichte den dritten Platz im Vierer. Bei seinem Weltcup-Debüt im November 2010 auf der schwierigen Bahn in Whistler schaffte er im Zweierbob mit Anschieber Martin Putze einen guten fünften Platz und fuhr zwei Tage später im Vierer auf den zweiten Rang hinter Olympiasieger Steven Holcomb. Seinen erfolgreichen Bob schoben René Tiefert, Martin Putze und Alexander Rödiger an. Bei den folgenden Rennen in Calgary und Lake Placid erreichte er im Viererbob zwei weitere Podiumsplätze. Bei der Juniorenweltmeisterschaft 2011 gewann er den Titel im Vierer und belegte im Zweier den zweiten Rang.
Im Winter 2011/12 konnte Maximilian Arndt am 8. Januar 2012 in Altenberg im Viererbob sein erstes Weltcuprennen gewinnen. Zwei Wochen später siegte er in St. Moritz mit beiden Bobs. Im Gesamtweltcup belegte er jeweils den zweiten Rang und gewann zudem die Kombinationswertung. Bei der Bob-Weltmeisterschaft 2012 in Lake Placid gewann er mit Anschieber Kevin Kuske die Bronzemedaille im Zweierbob, mit Anschieber Steven Deja die Silbermedaille mit dem deutschen Team sowie mit den Anschiebern Alexander Rödiger, Kevin Kuske und Martin Putze die Silbermedaille im Viererbob. Ein Jahr später gewann er bei der Weltmeisterschaft in St. Moritz im Viererbob mit seiner Crew den Titel. 2012, 2013 und 2016 wurde Arndt zudem Europameister im Viererbob.
Im Juni 2016 erklärte Arndt seinen Rücktritt vom Leistungssport. Er ist Polizeimeister und war Mitglied der Sportfördergruppe der Thüringer Polizei.
Arndt heiratete im Sommer 2018 seine langjährige Freundin Annemarie. Das Paar hat drei gemeinsame Töchter und lebt in Viernau. Inzwischen spielt Maximilian Arndt in der 1. Mannschaft des FSV 04 Viernau Fußball.

## Erfolge

### Platzierungen nach Saison
| Saison  | Weltcup | Weltcup | Weltcup | WM     | WM     | WM   | EM     | EM     | OS     | OS     |
|         | Vierer  | Zweier  | Komb.   | Vierer | Zweier | Team | Vierer | Zweier | Vierer | Zweier |
| ------- | ------- | ------- | ------- | ------ | ------ | ---- | ------ | ------ | ------ | ------ |
| 2010/11 | 12.     | 14.     | 14.     | 4.     | –      |      | –      | –      |        |        |
| 2011/12 | 2.      | 2.      | 1.      | 2.     | 3.     | 2.   | 1.     | 2.     |        |        |
| 2012/13 | 4.      | 22.     | 11.     | 1.     | 10.    | –    | 1.     | –      |        |        |
| 2013/14 | 1.      | 11.     | 4.      |        |        |      |        |        | 6.     | 15.    |
| 2014/15 | 3.      | 18.     | 11.     | 1.     | –      | –    | 5.     |        |        |        |
| 2015/16 | 1.      | 10.     | 2.      | 7.     | 12.    | –    | 1.     | 3.     |        |        |

### Weltcupsiege
| Nr. | Datum         | Ort        | Bahn                                |
| --- | ------------- | ---------- | ----------------------------------- |
| 1.  | 21. Jan. 2012 | St. Moritz | Olympia Bob Run St. Moritz–Celerina |

| Nr. | Datum         | Ort            | Bahn                                  |
| --- | ------------- | -------------- | ------------------------------------- |
| 1.  | 1. Dez. 2011  | Innsbruck-Igls | Olympia Eiskanal Igls                 |
| 2.  | 8. Jan. 2012  | Altenberg      | Rennschlitten- und Bobbahn Altenberg  |
| 3.  | 22. Jan. 2012 | St. Moritz     | Olympia Bobrun St. Moritz–Celerina    |
| 4.  | 6. Jan. 2013  | Altenberg      | Rennschlitten- und Bobbahn Altenberg  |
| 5.  | 20. Jan. 2013 | Innsbruck-Igls | Olympia Eiskanal Igls                 |
| 6.  | 4. Jan. 2004  | Winterberg     | Bobbahn Winterberg                    |
| 7.  | 5. Jan. 2004  | Winterberg     | Bobbahn Winterberg                    |
| 8.  | 13. Dez. 2014 | Lake Placid    | Olympia-Bobbahn Lake Placid           |
| 9.  | 9. Jan. 2015  | Königssee      | Kombinierte Kunsteisbahn am Königssee |
| 10. | 9. Jan. 2016  | Lake Placid    | Olympia-Bobbahn Mount Van Hoevenberg  |
| 11. | 7. Feb. 2016  | St. Moritz     | Olympia Bobrun St. Moritz–Celerina    |
| 12. | 28. Feb. 2016 | Königssee      | Kunsteisbahn Königssee                |